# Frahier-et-Chatebier
Frahier-et-Chatebier település Franciaországban, Haute-Saône megyében. Lakosainak száma 1377 fő (2022. január 1.). Frahier-et-Chatebier Plancher-Bas, Chagey, Châlonvillars, Champagney, Chenebier, Échavanne, Errevet és Évette-Salbert községekkel határos.

## Népesség
A település népességének változása:
| Lakosok száma | 1326 | 1360 | 1381 | 1378 | 1378 | 1379 | 1379 | 1377 | 1377 |
|               | 2013 | 2015 | 2016 | 2017 | 2018 | 2019 | 2020 | 2021 | 2022 |